# FV Fortuna Magdeburg
FV Fortuna Magdeburg, offiziell Magdeburger Fußball-Verein Fortuna 1911 oder kurz MTV Fortuna, ist ein ehemaliger Sportverein aus Magdeburg. Er wurde 1911 gegründet und nach dem Zweiten Weltkrieg 1945 aufgelöst.

## Geschichte
Am 1. August 1911 wurde der Verein unter dem Namen Magdeburger Fußball-Verein Fortuna 1911 gegründet. Der Verein hatte mehrere Abteilungen, darunter für Fußball, Leichtathletik, Handball und Volleyball.
Überregional bekannt wurde die Fußballabteilung des Vereins. In der Spielzeit 1923/24 sicherte sie sich erstmals die Meisterschaft in der Gauliga Mittelelbe und qualifizierte sich damit für die mitteldeutsche Fußballmeisterschaft. Nachdem man sich gegen den SV Cöthen 02 und den FC Viktoria Stendal jeweils mit 2:1 nach Verlängerung durchgesetzt hatte, qualifizierte man sich mit einem 4:3-Sieg gegen den Chemnitzer BC für das Halbfinale. Dort unterlag man dem späteren mitteldeutschen Meister SpVgg 1899 Leipzig-Lindenau mit 2:5.
In der Spielzeit 1925/26 gewann man erneut die Gauliga Mittelelbe und qualifizierte sich für die mitteldeutsche Fußballmeisterschaft. Dort schied man durch eine 2:4-Niederlage gegen den FC Viktoria Zerbst aus. Erneut feierte der FV Fortuna Magdeburg die Meisterschaft in der Gauliga Mittelelbe in der Spielzeit 1929/30. In der mitteldeutschen Fußballmeisterschaft erreichte er nach hohen Siegen gegen den VfB 07 Klötze und den Riesaer SV das Viertelfinale. Dort schied man durch eine 0:6-Niederlage gegen den späteren mitteldeutschen Meister Dresdner SC aus.
In der folgenden Saison verteidigte der FV Fortuna die Meisterschaft in der Gauliga Mittelelbe und erreichte in der mitteldeutschen Fußballmeisterschaft durch Siege gegen den Stendaler BC und den PSV Chemnitz erneut das Viertelfinale. Dort schied er durch eine 1:5-Niederlage gegen den FC Preußen  Langensalza aus. Zum dritten Mal hintereinander sicherten sich die Magdeburger in der Saison 1931/32 den Meistertitel in der Gauliga Mittelelbe und schieden in der mitteldeutschen Fußballmeisterschaft direkt in der ersten Runde durch eine 2:4-Niederlage gegen den FC Germania Halberstadt aus dem Wettbewerb aus. Zum sechsten und letzten Mal sicherten sich die Magdeburger in der Saison 1932/33 den Meistertitel der Gauliga Mittelelbe und qualifizierten sich gemeinsam mit Preußen Magdeburg und dem Magdeburger FC Viktoria 1896 für die neue Gauliga Mitte. In der Mitteldeutsche Fußballmeisterschaft 1932/33 qualifizierte sich die Mannschaft durch Siege gegen den FC Germania Halberstadt und den FC Wacker Halle für das Halbfinale, in dem man durch eine 0:6-Niederlage gegen den Dresdner SC ausschied.
In der neuen Spielklasse konnte sich der FV nicht etablieren und stieg gemeinsam mit Preußen Magdeburg in der Saison 1933/34 aus der Gauliga Mitte ab. In der Saison 1937/38 qualifizierte sich die Mannschaft für die Aufstiegsrunde zur Gauliga Mitte und stieg gemeinsam mit dem SV 08 Steinach auf. Nach einer Saison stieg die Mannschaft als Tabellenletzter wieder ab. Zwischen 1939 und 1942 qualifizierte sich die Mannschaft jeweils für die Aufstiegsrunde, verpasste aber immer den Aufstieg in die höchste Liga. Nach dem Zweiten Weltkrieg wurde der FV Fortuna Magdeburg, wie alle Vereine in der sowjetischen Besatzungszone, aufgelöst.

## Erfolge
- Meisterschaften Gauliga Mittelelbe: 1923/24, 1925/26, 1929/30, 1930/31, 1931/32, 1932/33 (6)
- Qualifikation für die Gauliga Mitte: 1932/33
- Aufstieg in die Gauliga Mitte: 1937/38

## Nachfolge

### BSG Turbine Magdeburg
Nachdem auf Geheiß der sowjetischen Besatzungsmacht alle Vereine aufgelöst worden waren, wurde am 14. November 1950 unter Beteiligung ehemaliger Fortuna-Vereinsmitglieder die BSG Turbine Magdeburg gegründet. Da der BSG auch der Sportplatz Schöppensteg zugewiesen wurde, wird sie als Nachfolger des FV angesehen. Die Sportarten der Vorkriegszeit wurden weiter betrieben, später kamen die Sektionen Schwimmen/Wasserball, Radfahren, Tischtennis, Schach, Billard und Kraftsport hinzu. Zeitweise hatte die BSG über 1000 Mitglieder. Erfolgreichste Abteilung waren wieder die Fußballer, die 1961/62 in der II. DDR-Liga und zwischen 1962 und 1965 in der zweitklassigen DDR-Liga spielten.

### SV Fortuna Magdeburg
Die wirtschaftliche Neuordnung nach der Wende von 1989 brachte einerseits den Wegfall der finanziellen Grundlagen der Betriebssportgemeinschaften mit sich, eröffnete aber die Neugründung sich selbst finanzierender Vereine. Auf dieser Grundlage wurde die BSG Turbine am 15. Juni 1990 in den Sportverein Fortuna überführt. Mit finanzieller Hilfe der Stadt wurde das Stadion Schöppensteg bis zum Jahr 2005 saniert und erhielt neben dem Rasenplatz auch einen Kunstrasenplatz. Neben den Abteilungen Badminton, Boxen, Gymnastik und Volleyball dominierten weiterhin die Fußballer, deren Männerteam es zwischen 1996 und 2000 bis in die viertklassige NOFV-Oberliga schaffte. Ebenfalls erfolgreich war das Frauenfußballteam, das bis 1997, als es als Magdeburger FFC einen eigenen Verein gründete, im Mittelfeld der drittklassigen Regionalliga Nordost vertreten war. Finanzielle Schwierigkeiten im Verein zwangen die Verantwortlichen dazu, die 1. Herrenfußball-Mannschaft ab der Saison 2000/01 nur noch in der siebtklassigen Landesklasse Sachsen-Anhalt spielen zu lassen. In der Saison 2006/07 gelang der Aufstieg in die Landesliga. Im Jahr 2008 wurde der Stadtpokal Magdeburg gewonnen. Dagegen endete die Saison 2008/09 mit dem Abstieg in die Landesklasse. Ein Jahr später gelang die Rückkehr in die Landesliga sowie der erneute Gewinn des Stadtpokals. In der Saison 2010/11 gelang der Durchmarsch in die Verbandsliga Sachsen-Anhalt, aus der der Verein 2013 wieder abstieg. 2016 gelang die Rückkehr in die Verbandsliga.
Die Frauenhandballabteilung des SV Fortuna fusionierte 2000 mit der des SC Magdeburg zum HSC 2000 Magdeburg.